# Seznam hřbitovů v Praze
Toto je seznam pražských hřbitovů a pohřebišť, tj. všech objektů, které se nacházejí v hlavním městě Praze, včetně hřbitovů a pohřebišť zaniklých nebo nepoužívaných, a to bez rozdílu vyznání či náboženské konfese. Jsou seřazeny podle názvu pražských čtvrtí.
V současné době je na území hlavního města v provozu celkem 29 hřbitovů ve správě Pohřební služby hlavního města Prahy, jejich celkový počet je více než dvojnásobný (další provozují například městské části a dvě kolumbária Pohřební ústav hlavního města Prahy), některé prameny uvádějí číslo 67, z historického pohledu jich bude mnohem víc.

## B
- Benický hřbitov
- Bohnický hřbitov
- Bohnický hřbitov starý – při kostele svatého Petra a Pavla
- Bohnický ústavní hřbitov
- Branický hřbitov
- Břevnovský hřbitov
- Bubenečský hřbitov
- Bubenečský hřbitov starý – při kostele svatého Gotharda
- Bubenečský hřbitov (Na Skalce)
- Butovický hřbitov (Jinonice)

## D
- Dolnochaberský hřbitov
- Dolnochaberský hřbitov starý – při kostele Stětí svatého Jana Křtitele
- Dolnopočernický hřbitov
- Dolnopočernický hřbitov starý – při kostele Nanebevzetí Panny Marie
- Dubečský hřbitov
- Dubečský hřbitov (Městská)
- Dubečský hřbitov starý – při kostele svatého Petra

## Ď
- Ďáblický hřbitov
- Malý Ďáblický hřbitov

## H
- Hloubětínský hřbitov
- Hloubětínský hřbitov starý – při kostele svatého Jiří
- Hlubočepský hřbitov
- Holešovický hřbitov
- Holešovický hřbitov starý – při kostele svatého Klimenta
- Hornopočernický hřbitov
- Hostivařský hřbitov
- Hostivařský hřbitov starý – při kostele Stětí svatého Jana Křtitele
- Vojenský hřbitov (Hradčany)
- Hrdlořezský hřbitov
- Hrnčířský hřbitov
- Hrnčířský hřbitov starý – při kostele svatého Prokopa

## Ch
- Chodovský hřbitov
- Cholupický hřbitov
- Chuchelský hřbitov
- Chuchelský hřbitov starý – při kostele Narození Panny Marie
- Chvalský hřbitov (Horní Počernice)

## J
- Starý židovský hřbitov v Praze-Josefově

## K
- Katedrála svatého Víta, Václava a Vojtěcha – hrobka českých králů
- Karlínský hřbitov – při kostele Obrácení svatého Pavla
- Evangelický hřbitov v Karlíně
- Vojenský hřbitov (Karlín)
- Kbelský hřbitov
- Kobyliský hřbitov
- Kolodějský hřbitov
- Kolovratský hřbitov
- Kolovratský hřbitov starý – při kostele svatého Ondřeje
- Košířský hřbitov (Kotlářka)
- Královický hřbitov – při kostele svaté Markéty
- Krčský hřbitov (Hřbitov Nusle)
- Kunratický hřbitov
- Kunratický hřbitov starý – při kostele svatého Jakuba Většího
- Kyjský hřbitov
- Kyjský hřbitov starý – při kostele svatého Bartoloměje

## L
- Libeňský hřbitov
- Nový židovský hřbitov v Praze-Libni
- Starý židovský hřbitov v Praze-Libni
- Libocký hřbitov – zrušený
- Libocký hřbitov starý – při kostele svatého Fabiána a Šebestiána
- Lipanský hřbitov – při kostele svatého Martina

## M
- Malostranský hřbitov
- Hřbitov Malvazinky
- Michelský hřbitov starý – při kostele Narození Panny Marie
- Modřanský hřbitov – při kostele Nanebevzetí Panny Marie
- Motolský hřbitov

## N
- Nebušický hřbitov

## O
- Hřbitov v Oboře na Jánském vršku – při kostele svatého Jana Křtitele
- Nový židovský hřbitov na Olšanech
- Olšanské hřbitovy
- Olšanský hřbitov starý – při kostele Povýšení svatého Kříže
- Olšanský hřbitov starý – při kostele svatého Rocha

## P
- Pankrácký hřbitov – při kostele svatého Pankráce
- Petrovický hřbitov
- Petrovický hřbitov starý – při kostele svatého Jakuba Staršího
- Podolský hřbitov
- Podolský hřbitov starý – při kostele svatého Michaela archanděla
- Prosecký hřbitov
- Prosecký hřbitov starý – při kostele svatého Václava
- Hřbitov v Přední Kopanině – při kostele svaté Máří Magdaleny

## R
- Radlický hřbitov
- Radotínský hřbitov
- Radotínský hřbitov (Otínská)
- Radotínský hřbitov (Na Pískách)
- Radotínský hřbitov starý – při kostele svatého Petra a Pavla
- Ruzyňský hřbitov
- Ruzyňský toleranční hřbitov

## Ř
- Řeporyjský hřbitov
- Řeporyjský hřbitov starý – při kostele svatého Petra a Pavla
- Řepský hřbitov
- Řepský hřbitov starý – při kostele svatého Martina

## S
- Slivenecký hřbitov
- Slivenecký hřbitov starý – při kostele Všech svatých
- Smíchovský hřbitov starý – při kostele svatého Filipa a Jakuba
- Nový židovský hřbitov na Smíchově
- Starý židovský hřbitov na Smíchově
- Sobínský hřbitov
- Stodůlecký hřbitov
- Stodůlecký hřbitov starý – při kostele svatého Jakuba Většího
- Evangelický hřbitov ve Strašnicích
- Urnový háj Krematoria Strašnice
- Střešovický hřbitov
- Suchdolský hřbitov – při kapli svatého Václava

## Š
- Hřbitov Šárka
- Vojenský hřbitov (Štěrboholy)

## T
- Třebonický hřbitov – při kostele svatého Jana a Pavla v Krtni
- Třeboradický hřbitov
- Třeboradický hřbitov starý – při kostele Nanebevzetí Panny Marie

## U
- Uhříněveský hřbitov
- Uhříněveský hřbitov starý – při kostele Všech Svatých
- Židovský hřbitov v Praze-Uhříněvsi

## Ú
- Újezdský hřbitov
- Újezdský hřbitov starý – při kostele svatého Bartoloměje

## V
- Vinohradský hřbitov
- Vinořský hřbitov
- Vinořský hřbitov starý – při kostele Povýšení svatého Kříže
- Vokovický hřbitov (Libocký hřbitov)
- Vršovický hřbitov
- Vršovický hřbitov starý
- Vršovický hřbitov starý – při kostele svatého Mikuláše
- Vyšehradský hřbitov a Slavín
- Vyšehradský hřbitov starý – při Bazilice svatého Petra a Pavla

## Z
- Záběhlický hřbitov
- Záběhlický hřbitov starý – při kostele Narození Panny Marie
- Zbraslavský hřbitov – při kostele svatého Havla
- Zličínský hřbitov
- Zlíchovský hřbitov – při kostele svatého Filipa a Jakuba

## Ž
- Židovská zahrada
- Žižkovský židovský hřbitov